# Walter Rolland
Walter Rolland (* 21. Dezember 1928 in Lemberg; † 9. Januar 2016 in Bonn) war ein deutscher Rechtswissenschaftler, Ministerialbeamter und Hochschullehrer.

## Leben
Im zu dieser Zeit polnischen Lemberg 1928 geboren, wurde Rolland gegen Ende des Zweiten Weltkrieges zum Kriegsdienst herangezogen. Anschließend geriet er in Kriegsgefangenschaft. Von 1946 bis 1948 war er als Dolmetscher bei amerikanischen Dienststellen in Deutschland tätig. Er holte sein Abitur nach und studierte von 1949 bis 1953 an der Philipps-Universität Marburg Rechtswissenschaften. Nach dem Ersten Juristischen Staatsexamen am Oberlandesgericht Frankfurt am Main trat er 1954 den Referendariatsdienst in Nordrhein-Westfalen an, den er 1958 mit dem Zweiten Juristischen Staatsexamen abschloss. Bereits während des Referendariats wurde er 1957, ebenfalls in Marburg, mit der Arbeit Die Entwicklung des deutschen Eherechts seit 1920 unter besonderer Berücksichtigung der Stellungnahmen der christlichen Kirchen. zum Dr. iur. promoviert.
Von 1958 bis 1960 war Rolland zunächst als Richter in Nordrhein-Westfalen tätig, anschließend ging er an das Bundesministerium für Justiz, wo er ab April 1976 Leiter der Zentralverwaltungsabteilung und schlussendlich Leiter der Abteilung Bürgerliches Recht, Internationales Privatrecht und Internationales Verfahrensrecht einschließlich Schiedsgerichtsbarkeit war.
Nach der Wiedervereinigung Deutschlands war Rolland ab 1990 an der Neugründung der juristischen Fakultät der Universität Halle beteiligt. In der Lehre wurde er zunächst ab 1992 als Gastprofessor tätig und übernahm dann von 1996 bis zu seiner Emeritierung 2000 die Stiftungsprofessur „Zivilrecht der deutschen Einheit“; als Prüfer im Landesjustizprüfungsamt Sachsen-Anhalt wirkte er bis Ende 2008 weiter. Im April 2005 wurde Rolland mit der Ehrenmedaille der Universität Paris X-Nanterre ausgezeichnet.

## Arbeitsschwerpunkte
Der Arbeitsschwerpunkt, praktisch wie akademisch, lag bei Rolland auf dem Bürgerlichen Recht. Rolland leitete die Kommissionen zur Reformierung des Eherechts 1977, zur Reform der Schiedsgerichtsbarkeit 1998 sowie der Reform des Schuldrechts 2002. Außerdem nahm Rolland Kommentierungen in den einschlägigen Bereichen vor. Um 1990 arbeitete er als Abteilungsleiter im Bundesjustizministerium die Regelungen, das Zivilrecht betreffend, für den Einigungsvertrag aus und machte sich deshalb mit dem Zivilrecht der DDR vertraut. Als Professor in Halle behielt er seine Arbeitsschwerpunkte thematisch bei, insbesondere die seiner Tätigkeit als Abteilungsleiter im Bundesjustizministerium.

## Publikationen (Auswahl)
Monographien
- Die Entwicklung des deutschen Eherechts seit 1920 unter besonderer Berücksichtigung der Stellungnahmen der christlichen Kirchen. Universitätschrift. Marburg 1957.

Kommentare
- (Hrsg.): Familienrecht: Kommentar; zugleich die Fortführung des Kommentars zum 1. Eherechtsreformgesetz, Neuwied; Kriftel; Berlin ab 1993: Luchterhand, ISBN 3-472-00240-9.
- Produkthaftungsrecht. Kommentar. Köln 1990: Bundesanzeiger Verlag, ISBN 3-88784-175-1.
- Gesetz zur Regelung von Härten im Versorgungsausgleich (HRG). Kommentar. Darmstadt; Neuwied 1983: Luchterhand, ISBN 3-472-01020-7.
- Das neue Ehe- und Familienrecht: 1. EheRG; Kommentar zum 1. Eherechtsreformgesetz. Neuwied 1977 (2. Aufl. 1982): Luchterhand, ISBN 3-472-11042-2.

Festschriften
- Gerfried Fischer (Hrsg.): Moderne Zivilrechtsformen und ihre Wirkungen : Familienrecht, Schiedsverfahrensrecht, Schuldrecht: Symposium aus Anlass des 75. Geburtstags von Prof. Dr. Walter Rolland. Baden-Baden 2006: Nomos, ISBN 3-8329-1781-0.
- Uwe Diederichsen (Hrsg.): Festschrift für Walter Rolland zum 70. Geburtstag. Köln 1999: Bundesanzeiger-Verlag, ISBN 3-88784-892-6.